# Lethocerus
Lethocerus é um gênero de insetos hemípteros.

## Espécies
- L. americanus
- L. angustipes
- L. annulipes
- L. bruchi
- L. camposi
- L. collosicus
- L. cordofanus
- L. delpontei
- L. dilatus
- L. distinctifemur
- L. grandis
- L. indicus
- L. insulanus
- L. jimenezasuai
- L. maximus
- L. mazzai
- L. medius
- L. melloleitaoi
- L. oculatus
- L. patruelis
- L. truxali
- L. uhleri